# Люди без крыльев (фильм, 1946)
«Люди без крыльев» (чеш. Muži bez křídel ) — художественный фильм. Режиссёр Франтишек Чап.

## Сюжет
После нападения на немецких караульных усилились нацистские репрессии. Организованная чехословацким сопротивлением диверсия на авиапредприятии ведёт к гестаповским расстрелам. Рабочий предприятия Петр Лом должен сделать выбор: готов ли он пожертвовать жизнью, чтобы спасти своих коллег.

## Награды
- Гран-при Первого Каннского международного кинофестиваля 1946 года.